# Nederlands Douane Orkest
Das Nederlands Douane Orkest (Niederländisches Zollorchester) ist ein semiprofessionelles Orchester der niederländischen Regierung. Es wurde 1955 gegründet und besteht aus Musikern, die bei der Zollbehörde und anderen Dienststellen des Finanzministeriums arbeiten, aufgefüllt mit einer zunehmenden Anzahl professioneller Musiker. 2023 wurde mit der Einstellung von 12 neuen Berufsmusikern ein großer Schritt in Richtung Professionalisierung getan.
Das Orchester ist ein Blasorchester und besteht aus ungefähr 75 Musikern. Aus dieser Gruppe können verschiedene kleinere Ensembles zusammengestellt werden wie zum Beispiel eine Big Band, eine Jazz-Combo, eine Steeldrum- und Sambaband und diverse Bläsergruppen. Das Repertoire ist breitgefächert: von Klassik bis zu zeitgenössischer Musik und von Musical über Filmmusik zu Pop. Die künstlerische Leitung hat Björn Bus.
Das Orchester bestreitet ungefähr 25 Auftritte im In- und Ausland pro Jahr, oft gemeinsam mit niederländischen Sängern oder Solisten aus den eigenen Reihen. Die Musiker spielen Konzerte und sogenannte Military Tattoos und wirkten mehrmals bei der Musikschau der Nationen in Bremen mit. Weiterhin marschieren sie auf Paraden wie der anlässlich des Nationalen Veteranentages oder beim Einzug am letzten Tag des alljährlichen Nijmegenmarsches.

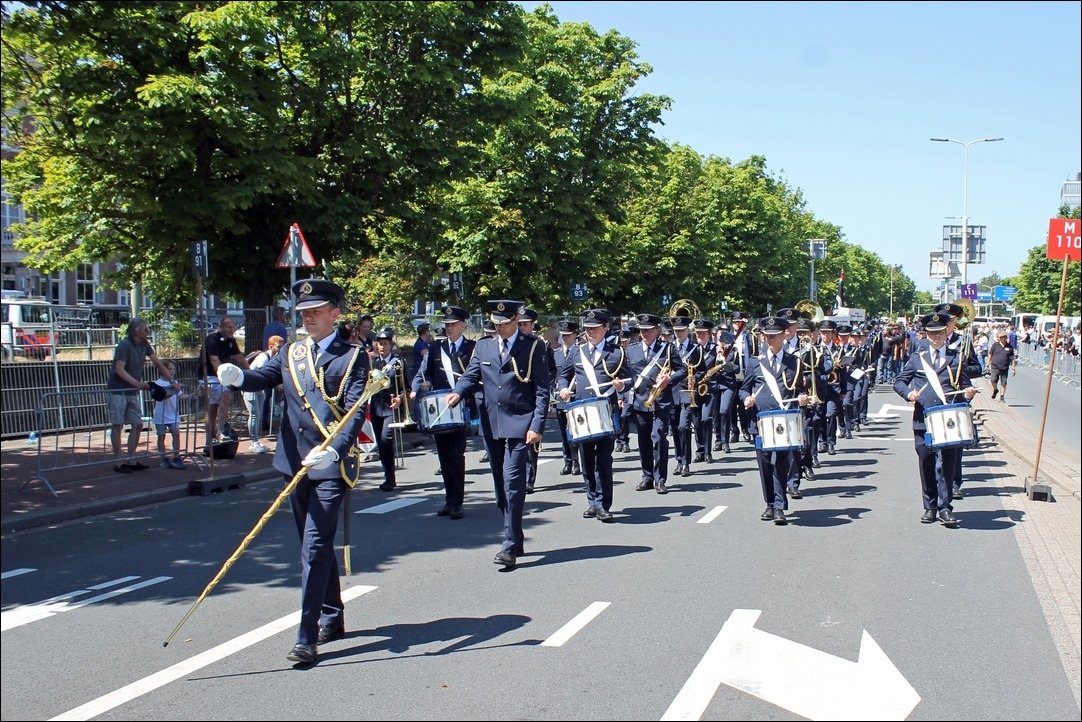
Das Nederlands Douane Orkest beim Nationalen Veteranentag in Den Haag

Im Dezember 2019 spielte das Orchester ein Weihnachtskonzert auf dem Flughafen Luchthaven Schiphol. Die Umweltbewegung Greenpeace reagierte kritisch weil an derselben Stelle einige Tage vorher Aktivisten von Greenpeace und Extinction Rebellion durch die Polizeibehörde Koninklijke Marechaussee abgeführt wurden, als sie dort ohne Genehmigung protestiert hatten.
Auf Anfrage von Mitgliedern der Partij voor de Dieren beschäftigte sich das Parlament mit dieser Angelegenheit.
Am 14. Juni 2022 gestaltete das Orchester im Beisein von König Willem-Alexander van Oranje die Feierlichkeiten zum 425-jährigen Bestehen der niederländischen Zollbehörde.

## Diskographie
- 25 Jaar Muziek Zonder Grenzen (Miragram, SP 267, 1980)
- Douane Harmonie Nederland In Concert O.l.v. Hans Hardonk (Mirasound, MS 20.5089, 1984)
- Douane Harmonie Nederland (Douane Harmonie Nederland, 39.9068, 1991)
- In Concert (Mirasound, 299193, 1994) (compilatie)
- Douane Harmonie Nederland Plays Dutch Marches (Douane Harmonie Nederland, CD 88185-2, 1998)
- Traffic Circle – Tierolff For Band No. 18 (Tierolff Muziekcentrale, LMCD-12183, 2005)
- All I Want For X-Mas (LAR Music, LMCD 12417, 2013)